# Luís Maria Grignion de Montfort
Louis-Marie Grignion, mais conhecido como São Luís Maria Grignion de Montfort (31 de Janeiro de 1673 – 28 de Abril de 1716), foi um sacerdote francês e é um santo católico. Ele é reconhecido por ser um pregador e um escritor, cujos livros são amplamente lidos nos dias atuais e considerados de extrema importância no Magistério da Igreja Católica.
Ele é considerado como um dos primeiros defensores da mariologia como é conhecida atualmente, e um candidato a tornar-se um doutor da Igreja. A sua estátua de Giacomo Parisini está agora colocada no nicho superior da Nave Sul da Basílica de São Pedro no Vaticano.

## Primeiros anos
Nasceu em Montfort-sur-Meu, o filho sobrevivente mais velho da grande família do tabelião Jean-Baptiste Grignion, e sua esposa Jeanne Robert, que era conhecida por ser profundamente católica. Ele passou a maior parte de sua infância em Iffendic, a poucos quilômetros de Montfort, onde seu pai havia comprado uma fazenda. Com 12 anos de idade, ele entrou no colégio jesuíta de São Thomas Becket em Rennes.
Em algum momento durante o seu colegial, ele tomou conhecimento de sua vocação e chamado sacerdotal, e no final de sua escolaridade ordinária, iniciou seus estudos de filosofia e teologia, ainda em São Thomas, em Rennes. Ouvindo as histórias de um padre local, o abade Julien Bellier, sobre sua vida como um missionário itinerante, ele foi inspirado a pregar missões entre as pessoas pobres. E, sob a orientação de alguns outros sacerdotes, começou a desenvolver a sua forte devoção a Nossa Senhora.
Então lhe foi dada a oportunidade, através de um benfeitor, para ir a Paris para estudar no renomado Seminário de São Sulpício no final de 1693. Quando ele chegou a Paris, descobriu que o seu benfeitor não tinha fornecido dinheiro suficiente para ele, passando a viver entre os muito pobres, porém, freqüentando a Universidade de Sorbonne para palestras sobre teologia. Após menos de dois anos, ele ficou muito doente e teve que ser hospitalizado. De alguma forma ele sobreviveu a sua internação.
Após a sua liberação do hospital, para sua surpresa, ele encontrou um emprego reservado em São Sulpício, onde ingressou em julho de 1695. São Sulpício tinha sido fundado por Jean-Jacques Olier, um dos principais sacerdotes do que veio a ser conhecido como a Escola Francesa de Espiritualidade. Tendo em conta que ele foi nomeado o bibliotecário, o seu tempo em São Sulpício deu-lhe a oportunidade de estudar a maioria das obras disponíveis sobre espiritualidade e, em particular, sobre o lugar da Virgem Maria na vida cristã. Mais tarde isso levaria ao seu foco sobre o Santo Rosário e do seu aclamado livro "Os Segredos do Rosário".

## De padre para pregador
Foi ordenado sacerdote em junho de 1700, e atribuído à Nantes. Suas cartas deste período mostram que ele sentiu-se frustrado com a falta de oportunidade para pregar, atividade esta que considerava o motivo de sua vocação. Estudou várias opções, inclusive a de se tornar um eremita, mas a convicção de que foi chamado para "pregar missões aos pobres" aumentou. Cinco meses depois de sua ordenação, em novembro de 1700, ele escreveu: "Estou perguntando continuamente em minhas orações para que (…) os bons padres preguem missões e retiros no âmbito da (…) proteção da Santíssima Virgem". Este pensamento inicial acabou por conduzi-lo à formação da Companhia de Maria. Nessa mesma época ele reuniu-se com Marie Louise Trichet, quando foi nomeado capelão do hospital de Poitiers. Essa reunião tornou-se o início da trinta e quatro anos de serviço aos pobres de Marie Louise e Luís.
Frustrado com os bispos locais, Luís decidiu fazer uma peregrinação a Roma, para pedir um conselho ao Papa Clemente XI, sobre o que ele deveria fazer. Foi enviado de volta à França, com o título de missionário apostólico.
Durante vários anos, ele pregou em missões na Bretanha a partir de Nantes, e sua reputação como um grande missionário cresceu, e ele se tornou conhecido como o "Bom pai de Montfort". Em Pontchateau ele atraiu milhares de pessoas para ajudá-lo na construção de um grande calvário. Isto tornou-se a causa de uma das suas maiores decepções, na véspera da sua própria bênção, o bispo local, depois de ouvi-lo, proibiu sua bênção por ordem do rei de França sob a influência de membros da escola Jansenista. É relatado que, ao receber esta notícia, ele disse aos milhares que aguardavam a bênção: "Tínhamos a esperança de construir um calvário aqui, vamos construí-lo em nossos corações. Bendito seja Deus".

## Obras
Ele deixou Nantes e os próximos anos foram extremamente ocupados para ele. São Luís estava constantemente ocupado em missões de pregação, sempre viajando. Mas ele também encontrou tempo para escrever - o Tratado da Verdadeira Devoção à Santíssima Virgem Maria, O Segredo de Maria  e O Segredo do Rosário, as regras para a Companhia de Maria e as Filhas da Sabedoria, e muitos hinos. A sua missão teve um grande impacto, especialmente em Vendée.
O estilo de sua pregação aquecido foi considerado por algumas pessoas como algo estranho e ele foi envenenado uma vez. Apesar de não ser fatal, sua saúde a deteriorou-se. Mas ele continuou pregando livremente em escolas para os meninos e meninas pobres.

## Filhas da Sabedoria
O bispo de La Rochelle tinha se impressionado com Luís há algum tempo e convidou-o para abrir uma escola ali. Luís, com a ajuda de suas seguidoras, Marie Louise Trichet e Catherine Brunet alistaram diversas pessoas. Em 1715 foi aberta uma escola e em pouco tempo tinha 400 alunos. 
Em 22 de agosto de 1715, elas juntamente com Marie Valleau e Marie Régnier de La Rochelle receberam a aprovação do bispo de Champflour de La Rochelle para desempenhar a sua profissão religiosa sob a direção de Luís. Na cerimônia Luís lhes disse: "Ligue-se as Filhas da Sabedoria, para o ensino das crianças e o cuidado dos pobres." 
As Filhas da Sabedoria cresceram e tornaram-se uma organização internacional, as estátuas dos seus fundadores foram colocadas na Basílica de São Pedro.

## Morte e enterro
Desgastado pelo trabalho árduo e suas doenças, ele faleceu em 28 de Abril de 1716 quando ia iniciar uma missão em Saint-Laurent-sur-Sèvre, que seria sua última pelo seu estado grave de saúde. Ele tinha 43 anos, e era sacerdote há apenas 16 anos. Seu último sermão foi sobre a ternura de Jesus e a Sabedoria do Pai encarnado. Milhares de pessoas se reuniram para o seu enterro na igreja paroquial, e muito rapidamente, houve histórias de milagres realizados em seu túmulo. 
Exatamente 43 anos após o dia da sua morte, em 28 de abril 1759 Marie Louise Trichet também morreu em Saint-Laurent-sur-Sèvre e foi enterrada ao lado de Luís. Mais de dois séculos mais tarde, em 19 de Setembro de 1996, o Papa João Paulo II (que beatificou Marie Louise Trichet) entrou no mesmo local para meditar e orar sobre os túmulos adjacentes de São Luís e Marie Louise Trichet, em Saint-Laurent-sur-Sèvre.

## Influência sobre os papas
Em Junho de 1700, quando o jovem Luís de Montfort foi ordenado sacerdote, ele era jovem e idealista, mais um outro homem que queria ser o campeão dos pobres, tendo sido inspirado como um adolescente para pregar aos pobres. Mas ele também tinha uma grande devoção à Virgem Maria e estava disposto a arriscar a vida por isso. Séculos mais tarde, ele influenciou quatro papas (Papa Leão XIII, Papa Pio X, Papa Pio XII e o Papa João Paulo II), e agora está sendo considerada a possibilidade de reconhecê-lo como doutor da Igreja.
O Papa Leão XIII e o Papa Pio X invocaram os escritos de Luís de Montfort e promulgadaram sua visão Mariana. Foi dito, que a encíclica Mariana de Pio X, Ad Diem Illum, não foi apenas influenciada, mas penetrou pela Mariologia de Montfort. e, que tanto Leão XIII e Pio X aplicaram a análise Mariana de Montfort 
à Igreja como um todo. 

### Papa Leão XIII
O Papa Leão XIII baseado nos escritos de São Luís de Monfort promulgou dez encíclicas sobre o Santo Rosário e a devoção mariana. Em sua encíclica sobre o cinquentenário do dogma da Imaculada Conceição, ressaltou seu papel na redenção da humanidade, que cita a Virgem Maria como Medianeira e Co-Redentora, dentro do espírito e das palavras de São Luís de Montfort. Leão XIII o beatificou em 1888.

### Papa Pio XII
O Papa Pio XII foi um pontífice com uma forte devoção mariana, ele ficou impressionado com o trabalho de São Luís, e quando ele canonizou Montfort em 27 de julho de 1947, disse: "Só Deus era tudo para ele. Devemos permanecer fiéis à herança preciosa que nos deixou este grande santo (…)"

### Papa João Paulo II
O Papa João Paulo II recordou uma vez como ainda jovem seminarista "leu e releu muitas vezes e com grande lucro espiritual" um dos trabalhos de Montfort, e que: "Então eu percebi que eu não poderia excluir a Mãe do Senhor da minha vida, sem obscurecer a vontade de Deus-Trindade."
De acordo com a sua Carta Apostólica Rosarium Virginis Mariae, e o lema pessoal pontifício "Totus tuus" foi inspirado na "doutrina sobre a excelência da devoção mariana e total consagração" de São Luís de Montfort.
Os pensamentos, escritos, e o exemplo de São Luís Maria Grignion de Montfort, também foram apontados pela encíclica Redemptoris Mater do mesmo papa como um distintivo testemunho de espiritualidade mariana na tradição católica. Ao falar com os Padres Montfortianos, o pontífice também declarou que a sua leitura do trabalho do santo "Tratado da Verdadeira Devoção a Maria" foi uma "decisiva virada" na sua vida.

## Legado e impacto sobre aIgreja Católica
São Luís Maria Grignion de Montfort foi um padre e um pregador por apenas 16 anos, muitas vezes tendo arriscado tudo pelo caminho. Alguns anos antes de sua morte, ele escreveu à Marie Louise Trichet, a primeira Filha de Sabedoria: "Se fizermos qualquer coisa para não correr riscos por Deus nunca iremos fazer algo de grande por ele."
Mas é interessante notar que, com base em sua autobiografia, seus dezesseis anos de sacerdócio incluem muitos meses, talvez um total de quatro anos na gruta de Mervent, em meio à beleza da floresta, em São Lázaro perto da aldeia de Montfort, isto deu-lhe tempo para pensar, contemplar e escrever.

## Congregações de Montfort
O túmulo do santo, a sua casa e os locais em que viveu são agora alvo das "Peregrinações Montfortianas", com cerca de 25.000 visitantes por ano. A casa em que ele nasceu é a nº 15, Rue de la Saulnerie em Montfort-sur-Meu. Agora, é propriedade conjunta dos três congregações Montfortianas que ele formou: os Missionários de Montfort, as Filhas da Sabedoria e os Irmãos de São Gabriel. A Basílica de São Luís de Montfort em Saint-Laurent-sur-Sèvre é uma estrutura impressionante, que atrai um bom número de peregrinos a cada ano.
As congregações de Montfort como a Companhia de Maria, as Filhas da Sabedoria, e os Irmãos de São Gabriel cresceram e se espalharam, primeiro na França e, em seguida, ao longo de todo o mundo.

## "Só Deus": Espiritualidade Montfortiana
"Só Deus" é o lema de São Luís Maria Grignion de Montfort e repete-se mais de 150 vezes em seus escritos. "Só Deus" é também o título de seus escritos coletados. Resumidamente falando, com base em seus escritos, a espiritualidade Montfortiana pode ser resumida através da fórmula: "Para Deus, pela Sabedoria de Cristo, no Espírito, em comunhão com Maria, para o reino de Deus."
Embora São Luís de Montfort seja mais conhecido pela sua devoção à Santíssima Virgem Maria, sua espiritualidade é fundada sobre o mistério da Encarnação de Jesus Cristo, e está centrada em Cristo, assim como toda a Teologia Mariana.

## Mariologia Montfortiana
São Luís Maria Grignion de Montfort fez uma abordagem de "consagração total a Jesus Cristo, a Sabedoria Encarnada, pelas mãos de Maria", que teve um forte impacto sobre a Mariologia Católica, tanto na piedade popular, quanto na espiritualidade de ordens religiosas. Como um dos autores clássicos da espiritualidade cristã, São Luís de Montfort é um candidato para se tornar um doutor da Igreja. O seu livro "Tratado da Verdadeira Devoção à Santíssima Virgem Maria" tem sido considerado um dos mais influentes livros marianos.
São Luís Maria Grignion de Montfort foi um forte crente no poder do rosário e o seu popular livro "O Segredo do Rosário" é aprovado pela Igreja Católica e de fácil leitura, mas ainda assim possuí uma abordagem multi-perspectiva sobre o Santo Rosário. Fornece métodos específicos para rezar o rosário com maior devoção. Foi lido por católicos no mundo inteiro e há mais de dois séculos é uma das primeiras obras que estabelece a moderna Mariologia.

## Os Apóstolos dos Últimos Tempos

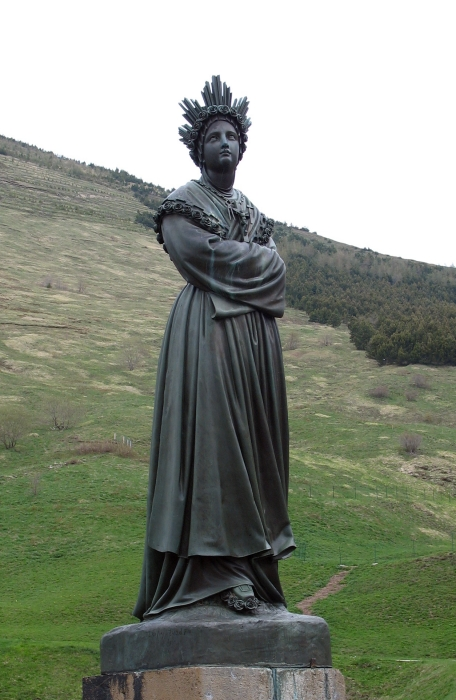
Nas suas aparições, Nossa Senhora de La Salette, tal como São Luís de Montfort, falou dos Apóstolos dos Últimos Tempos.

São Luís Maria Grignion de Montfort, na sua obra "Tratado da Verdadeira Devoção à Santíssima Virgem Maria", profetizou o surgimento futuro daqueles a que o próprio santo chamou de "Apóstolos dos Últimos Tempos" e que viriam a ser confirmados, mais tarde, durante as aparições de Nossa Senhora de La Salette:
| “ | Eu dirijo um urgente apelo à Terra; chamo os verdadeiros discípulos do Deus Vivo que reina nos Céus; chamo os verdadeiros imitadores de Cristo feito Homem, o único e verdadeiro salvador dos homens; chamo os meus filhos, os meus verdadeiros devotos, aqueles que já se me consagraram a fim de que vos conduza ao meu Divino Filho; os que, por assim dizer, levo nos meus braços, os que têm vivido do meu Espírito; finalmente, chamo os Apóstolos dos Últimos Tempos, os fiéis discípulos de Jesus Cristo que têm vivido no desprezo do mundo e de si próprios, na pobreza e na humildade, no desprezo e no silêncio, na oração e na mortificação, na castidade e na união com Deus, no sofrimento e no desconhecimento do mundo. Já é hora de que saiam e venham iluminar a Terra. Ide e mostrai-vos como filhos queridos meus. Eu estou convosco e em vós sempre que a vossa fé seja a luz que alumie, e nesses dias de infortúnio, que o vosso zelo vos faça famintos da glória de Deus e da honra de Jesus Cristo. | ” |